# Snowball Studios
Snowball Studios — ранее существовшая российская компания, локализатор, издатель, продюсер компьютерных игр. Специализировалась на ролевых играх, приключениях и военно-исторических стратегиях, а также выпускала игры для детей. По состоянию на 2009 год студия выпустила более 250 игр для PC и консолей (PSP, PS2, PS3, Xbox 360, DS, Wii).

## История
Основой студии стала компания «Doctor Stein’s Laboratories» Сергея Климова, которая в 1990-е годы занималась разработкой системного ПО и приложений для программистов. Их первым продуктом, изданным в России, стал редактор сохранений Proview. Последовавшие за этим проекты по созданию системного ПО подстегнули выделение игровых разработчиков в отдельную компанию «Snowball Interactive», которая стала заниматься созданием новой игры. Этой игрой стала аркада Pike, изданная в России зеленоградской компанией «Дока». Игра была тепло встречена в России, но полностью провалилась на Западе. Зарубежные издатели отмечали, что будь Pike проектом для Sega Saturn, успех был бы обеспечен. Позднее, «Дока» перепродала игру компании «1С», для которой «Snowball» бесплатно сделали новый мастер-диск.
Следующим проектом студии стала игра Legal Crime — совместная работа с финской компанией «Byte Enchanters». «Snowball» за два месяца написали для проекта однопользовательский режим и придали игре внешний лоск, улучшив графику и интерфейс пользователя. В мае 1998 года игра была издана в России под названием «Дон Капоне».
Также в 1998 году были подписаны контракты на локализацию и издание игр Shogo: Mobile Armor Division и Knights and Merchants. В 1999 году студия, совместно с «1С», стала выпускать jewel-версии своих игр под лейблами «Игрушки» — локализованные издания и «Originals» — игры на английском языке.
В том же 1999 году студия выпустила два варианта локализации пошаговой RPG Gorky 17 от польской компании Metropolis Software. «Snowball» полностью переделали сюжет игры, сохранив лишь общую концепцию, адаптировав проект под российского игрока. В результате игра пользовалась огромной популярностью, а работа локализаторов была высоко оценена журналистами. Во втором издании, вышедшем через месяц после первого, «1С» предложила руководить адаптацией Дмитрию «Гоблин» Пучкову. От оригинального сюжета не осталось и следа, а название было изменено на «Горький 18: Мужская работа». Игроки тепло встретили залихватский юмор в этом издании, а «Snowball» получили первый успешный послекризисный проект.
На протяжении последующих лет «Snowball» стала партнёром многих студий и издателей из разных стран мира, локализуя и продвигая их проекты на российском рынке. Вот их лишь краткий список: чешская студия Amanita Design (Machinarium), немецкая Battlefront Studios (Combat Mission), польская CD Projekt («Ведьмак»), литовско-аргентинская Ivolgamus («Лилу и её звёздный зверь»), калифорнийская NovaLogic (Delta Force), шведская Paradox Interactive («Hearts of Iron», «Europa Universalis», «Крестоносцы»), британская PomPom Games («Космический охотник»), мичиганская Stardock Corporation (Demigod), бельгийская Larian Studios (серия «Divinity») и турецкая TaleWorlds (Mount & Blade). Самыми же крупными и известными проектами стали локализации Mass Effect (BioWare), Бесконечное путешествие (Funcom) и Готика (Piranha Bytes).
В 2006 году был основан продюсерский фонд Snowberry Connection, предназначавшийся для финансирования и выведения на международный рынок проектов независимых российских и европейских разработчиков (Gobliiins 4, Mount & Blade. Огнём и мечом, Combat Mission: Barbarossa to Berlin и другие).
В 2008 году студия заключила договор с компанией Sony, получив статус официального разработчика и издателя игр для консолей PlayStation 2 и PlayStation 3.
30 апреля 2010 года «Snowball Studios» и «Snowberry Connection» вошли в состав группы компаний «1С-СофтКлаб».
В 2011 году бывшие сотрудники «Snowball Studios» и «Snowberry Connection» сообща основали в мае 2012 года «Snowbird Game Studios» — независимую студию, занимающуюся разработкой и изданием компьютерных игр.

## Всеслав Чародей
Следующим собственным проектом после «Pike» должна была стать игра «Всеслав Чародей». Выпустив «Pike», разработчики решили делать «игру мечты» — ролевую игру в изометрии, в которой бы было собрано всё самое лучшее из Eye of the Beholder и Myth: The Fallen Lords. В то время в «1С» уже шла разработка RPG Князь: Легенды Лесной страны, поэтому возникла идея одновременно выпустить две игры в мире древнеславянского фэнтези с пересекающимся эпосом. Больше 5 лет разработка велась ударными темпами: был арендован офис, в котором разработчики по 7 дней в неделю трудились над проектом. Появлялись всё новые и новые идеи, менялась концепция и сюжет, писались нелинейные диалоги и несколько раз перерисовывалась графика. В качестве консультантов были привлечены сотрудники Исторического музея, после чего события игры перенесли из XII в XI век, избрав местом действия реально существовавший город Дедославль. Проект обрастал всё новыми и новыми деталями, но так и не сумев вовремя остановиться, «Snowball» прекратила разработку в 2002 году.
«Snowball» планировали покорить со «Всеславом» и западный рынок. Так, в 1998 году был подписан контракт с «Monolith Productions» на издание игр для англоязычных игроков. Однако из изданных «Monolith» игр прибыль принесли лишь «Аллоды: Печать тайны» («Rage of Mages»), и контракт со студией был расторгнут.

## Награды и отзывы
В составе «1С-СофтКлаб» студия дважды получала награду конференции КРИ как «Лучшая компания-локализатор».